# Grieth

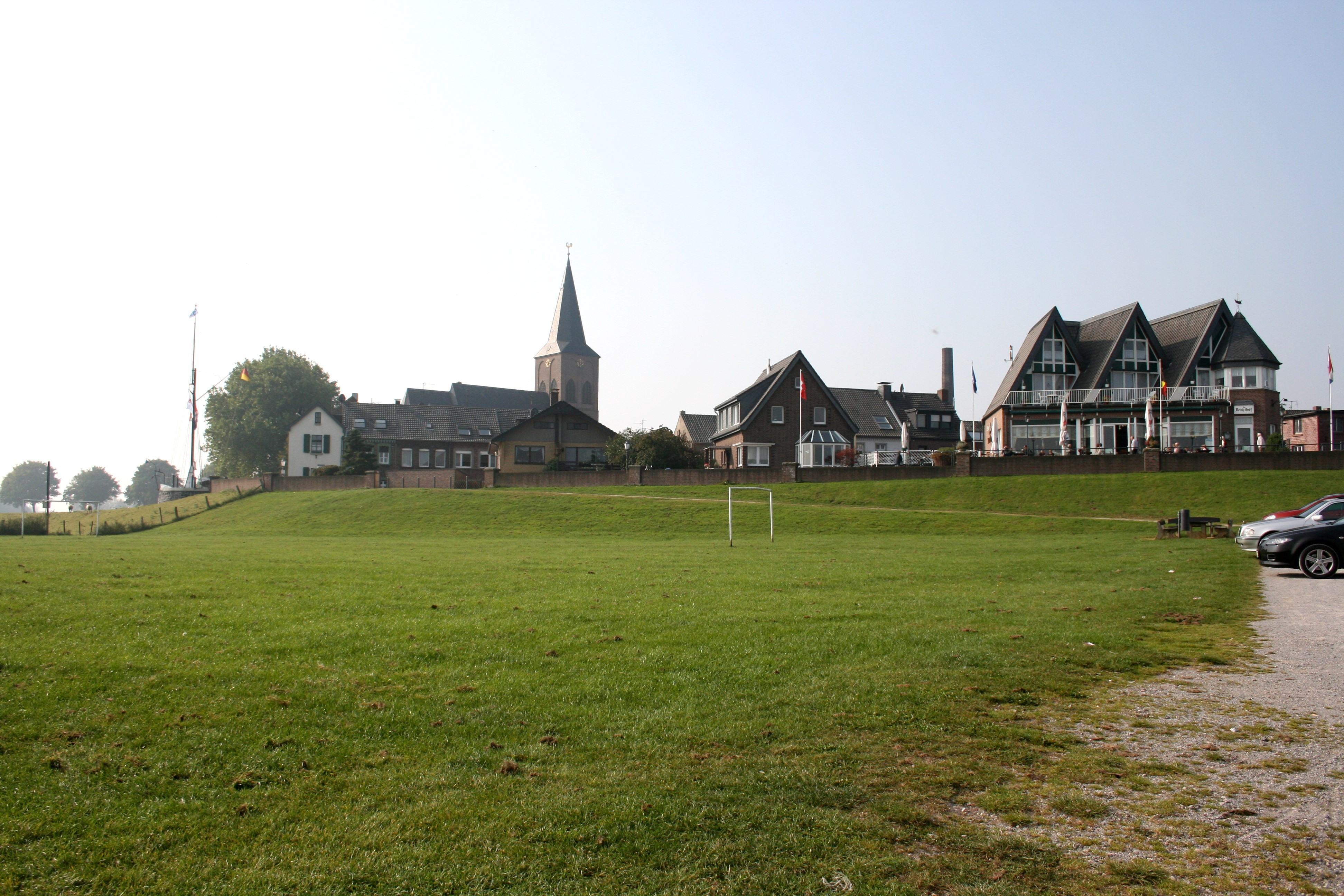
Grieth

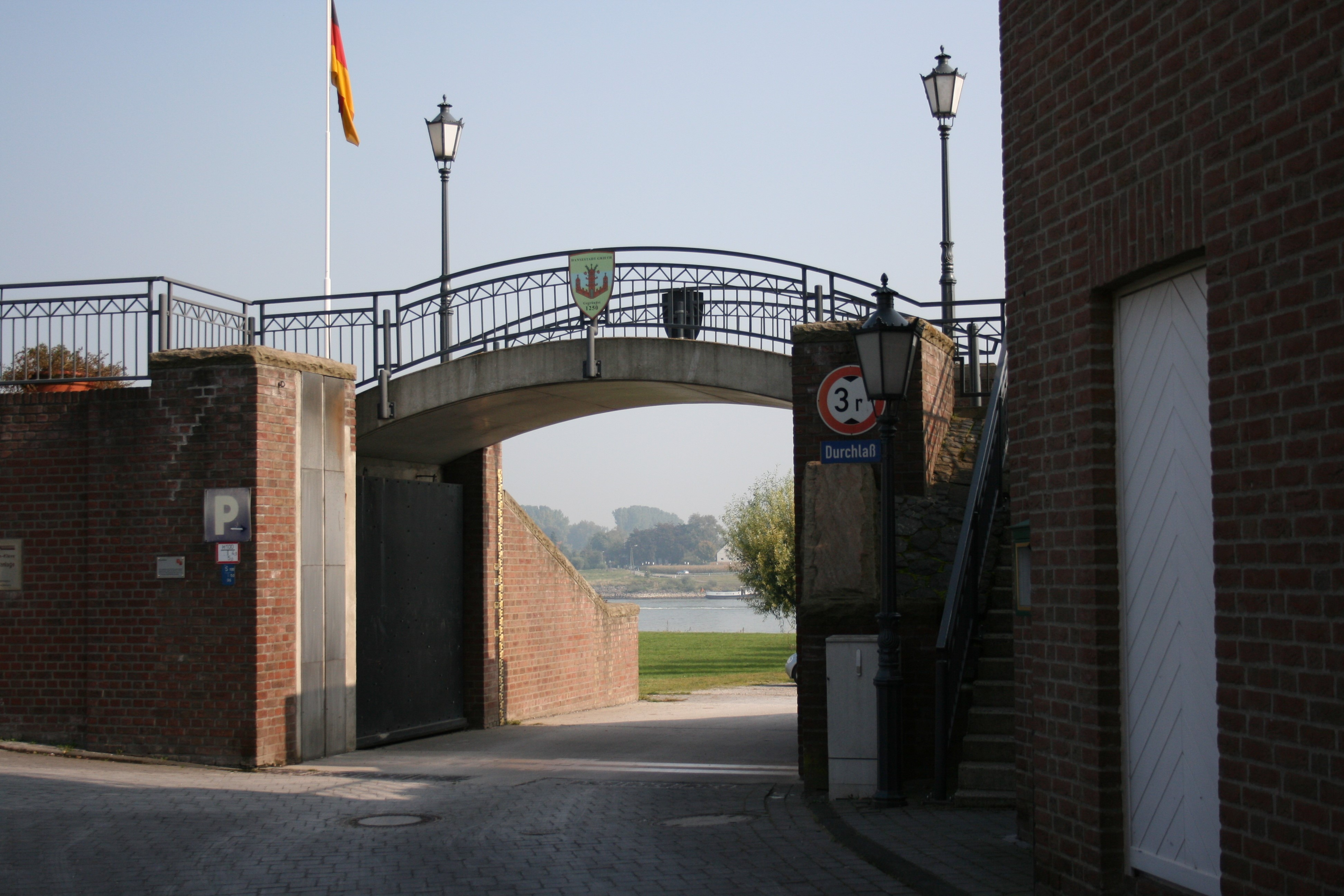
Grieth, doorgang in de dijk

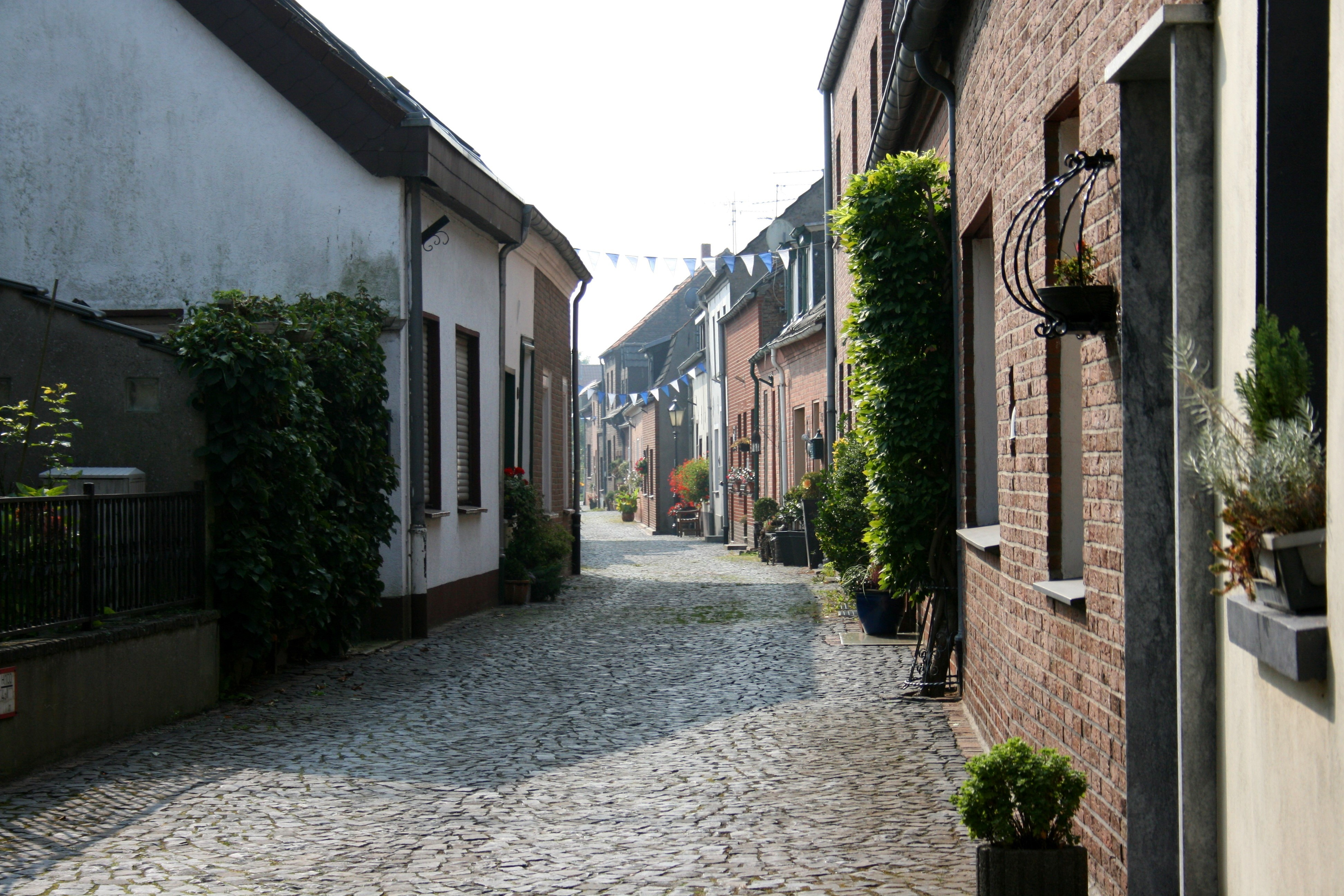
Straatje in het historische centrum

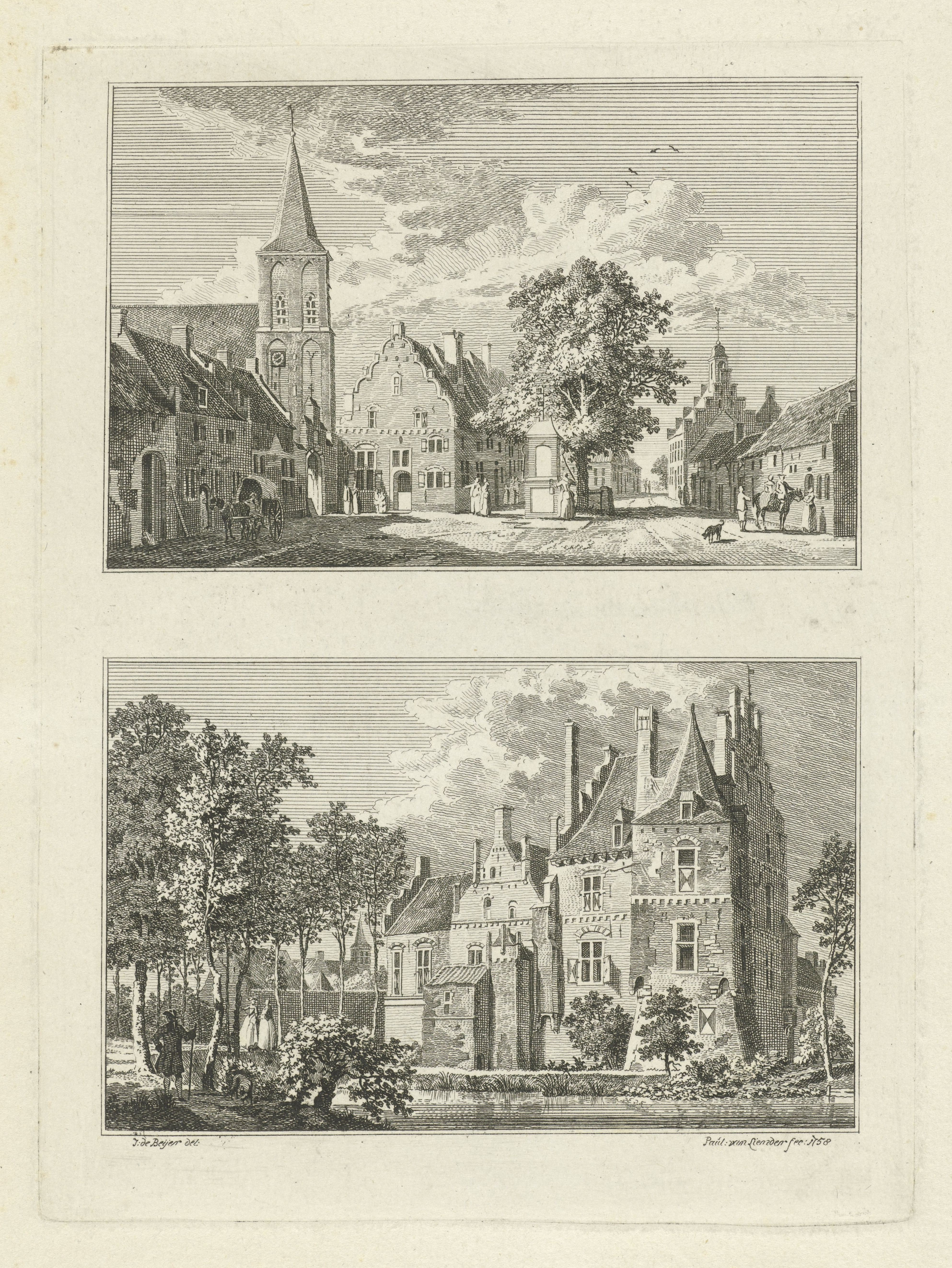
Griether Markt en Haus Grieth

Grieth is een oud vissers- en hanzestadje gelegen aan de Rijn in Duitsland. De plaats behoort tot de gemeente Kalkar in Noordrijn-Westfalen en heeft ongeveer 840 inwoners (2005).

## Geschiedenis
De geschiedenis van Grieth is duidelijk bepaald door haar ligging aan de Rijn. Grieth werd sinds de dertiende eeuw door de hertogen van Kleef uitgebouwd tot een versterkte handelsplaats met een haven. Zij konden een eigen stad aan de Rijn goed gebruiken om toegang te hebben tot het scheepvaartverkeer. De plaats Rees, gelegen op zeven kilometer afstand schuin tegenover Grieth, stond onder heerschappij van Keulen. In 1254 verkreeg Grieth stadsrechten en in 1472 douane- en stapelrechten. Grieth werd lid van het internationale handelsverbond van Hanzesteden. De naam Grieth is afgeleid van „Gritt“, hetgeen zand of grind betekent.
De Rijn bood tot in de 20e eeuw voor de inwoners van Grieth verschillende mogelijkheden om een inkomen te verdienen. De vissers hielden hun hoofd boven water met de vangst van onder andere paling en zalm. Een andere broodwinning bestond in het stroomopwaarts trekken van trekschuiten en bij windstilte ook van zeilschepen. De inwoners van Grieth stelden daarvoor de paarden beschikbaar en waren actief als paardendrijvers en daarnaast ook als binnenschippers. Ook verkochten zij vanaf kleine bootjes proviand aan de bemanning van voorbijvarende schepen.

### De bedding van de Rijn
De Rijn loopt vanuit het zuidoosten komend in een lus ten noorden van Grieth om de plaats heen. De oorspronkelijk ruime lus werd in de loop der eeuwen steeds kleiner. Het gehucht Grietherort, dat tegenwoordig aan de overkant van de rivier ligt, was in het begin van het vorige millennium nog een schiereiland in de Rijn dat door een landtong met Grieth verbonden was. In de tweede helft van de zestiende eeuw werd deze landtong door hoog water overspoeld en daarbij vond de Rijn zijn huidige bedding. Noordelijk van Grietherort getuigen oude Rijnarmen zoals de Bienener Altrhein van deze meanderende geschiedenis van de rivier.
Stroomafwaarts werd de rivier in de 19e eeuw door mensenhand in een kunstmatige bedding geleid; er werd een lus tussen Grieth en Dornick doorstoken. De Pruisische overheid begon in 1819 aan de Griether Durchstich en in 1832 voeren de eerste schepen door de nieuwe bedding.

## Stadsbeeld en bezienswaardigheden
Het silhouet van Grieth wordt bepaald door de vijftiende-eeuwse, laatgotische kerk Sankt Peter und Paul. Deze kerk bevindt zich pal achter de dijk en is door slechts één rij huizen afgeschermd van het marktplein. Het compacte semiconcentrische stratenpatroon daaromheen geeft het plaatsje een pittoresk kleinstedelijk karakter. Tot enkele jaren geleden bleef de bebouwing van het stadje begrensd tot deze middeleeuwse kern, waar men voor hoogwater het best beschut was hoewel ook daar de straten af en toe door het het Rijnwater overstroomd werden.
Een van de historische monumenten in Grieth is het aan de noordelijke rand van het plaatsje gelegen Haus Grieth, dat voor het eerst genoemd werd in een geschrift uit 1371. Het bouwwerk, dat aanvankelijk een functie ter verdediging van Grieth had, werd in de 19e eeuw in neogotische stijl gerenoveerd.
De verbondenheid van Grieth met de Rijn komt onder meer tot uitdrukking in een 's zomers met vlaggen getooide scheepsmast, die zich op een platform aan de dijk bevindt en in een stenen bootje op een zuil, die opgesteld staat in de uiterwaarden en bij hoogwater door het Rijnwater omspoeld kan worden. Deze Steinboot werd gemaakt door de beeldhouwer Christoph Wilmsen-Wiegmann uit Kalkar.
Aan het marktplein bevond zich het Heimatmuseum Grieth, waar men oude foto's en historische werktuigen en gereedschappen van mandenmakers, vissers en binnenschippers kon bewonderen. De tentoonstelling gaf een goed beeld van het leven in Grieth in vroegere tijden. Jaarlijks wordt er in Grieth in de nazomer een vismarkt georganiseerd, die vele bezoekers trekt van buitenaf. Enkele honderden meters ten zuiden van Grieth ligt de vissersboot Anita II, die wordt gebruikt voor Rijnvisserij, ook ten behoeve van onderzoek naar de visstand en de gezondheid van de vispopulatie.
In het zomerseizoen vaart het voetgangers- en fietserspontje Inseltreue tussen Grieth en Greitherort. In 2016 werd naast het Heimatsmuseum het Hanselädchen geopend, een coöperatieve dorpswinkel bedoeld om de leefbaarheid van het dorp te vergroten en de onderlinge samenhang te versterken.

## Afbeeldingen

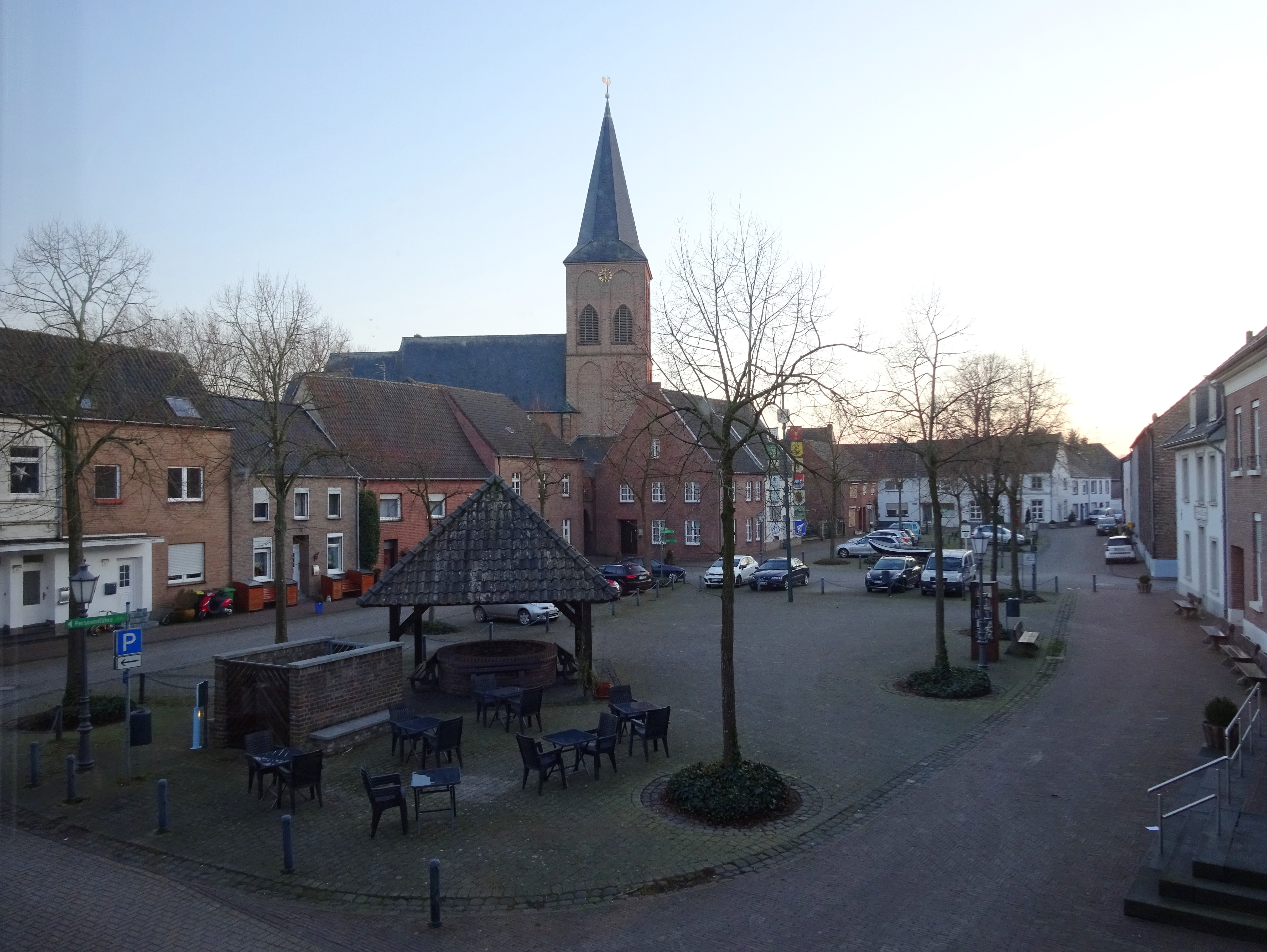
Griether Markt en St. Peter en Pauluskerk
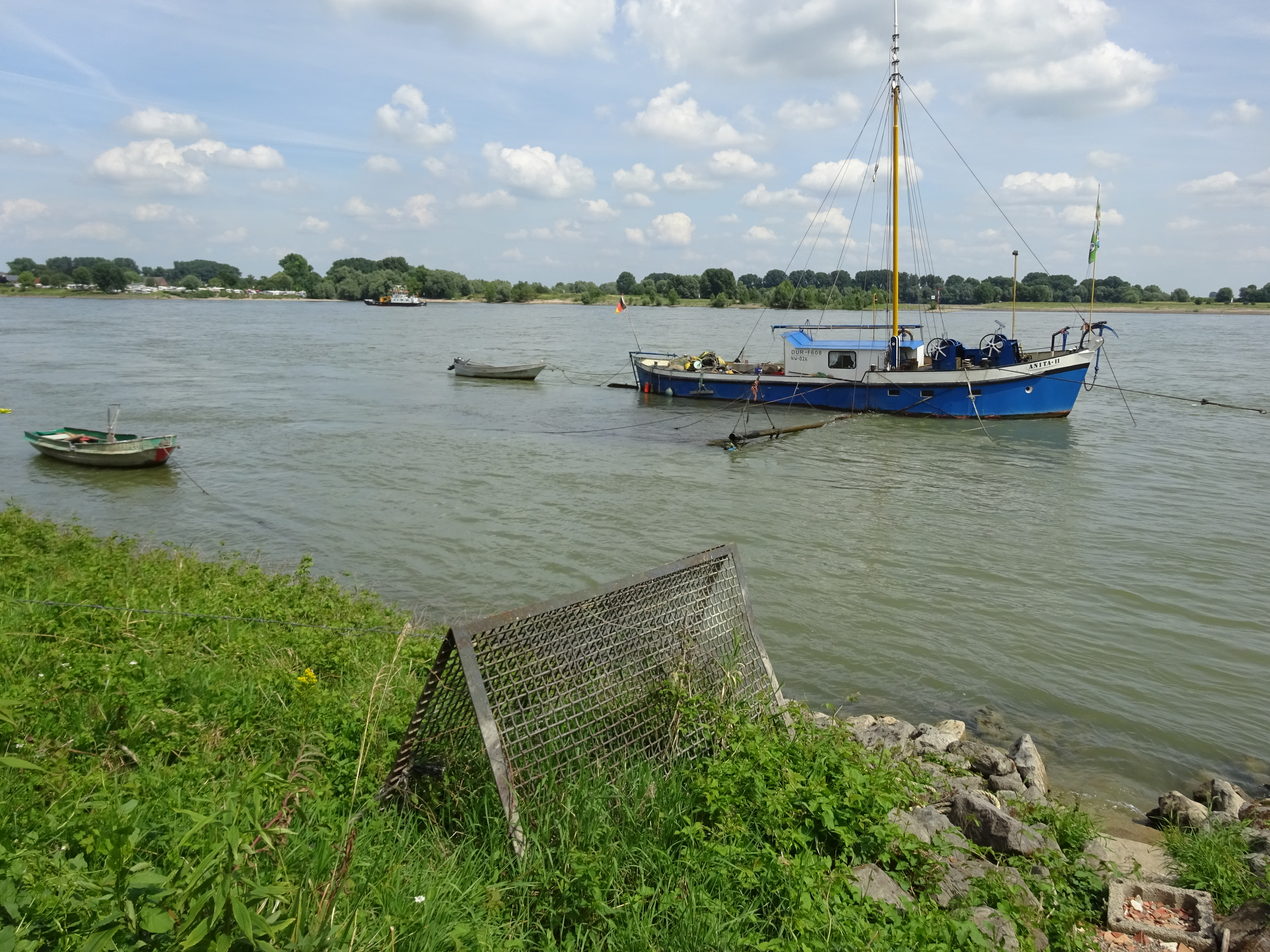
Vissersboot Anita II
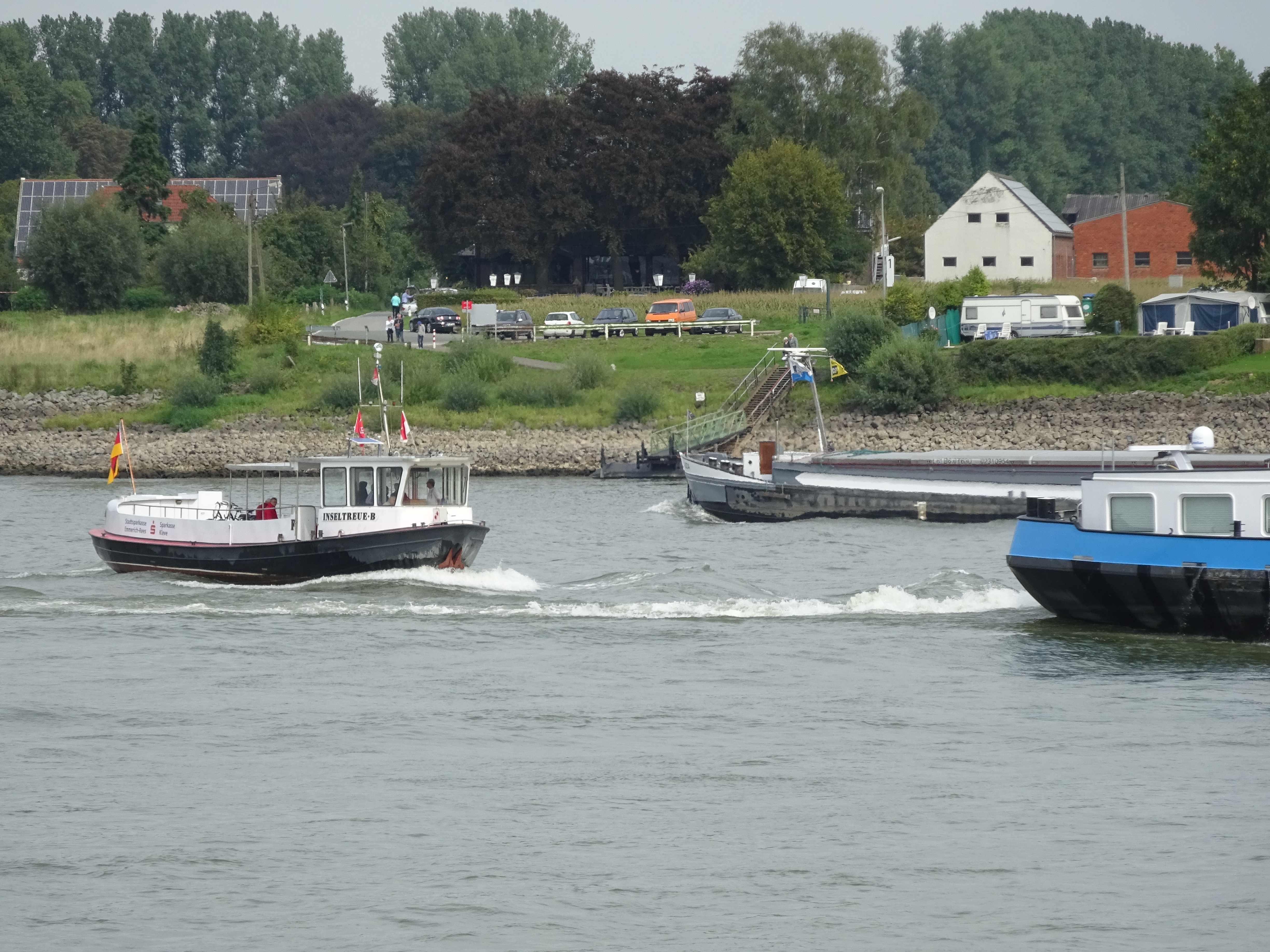
Fietspont Inseltreue voor Grietherort
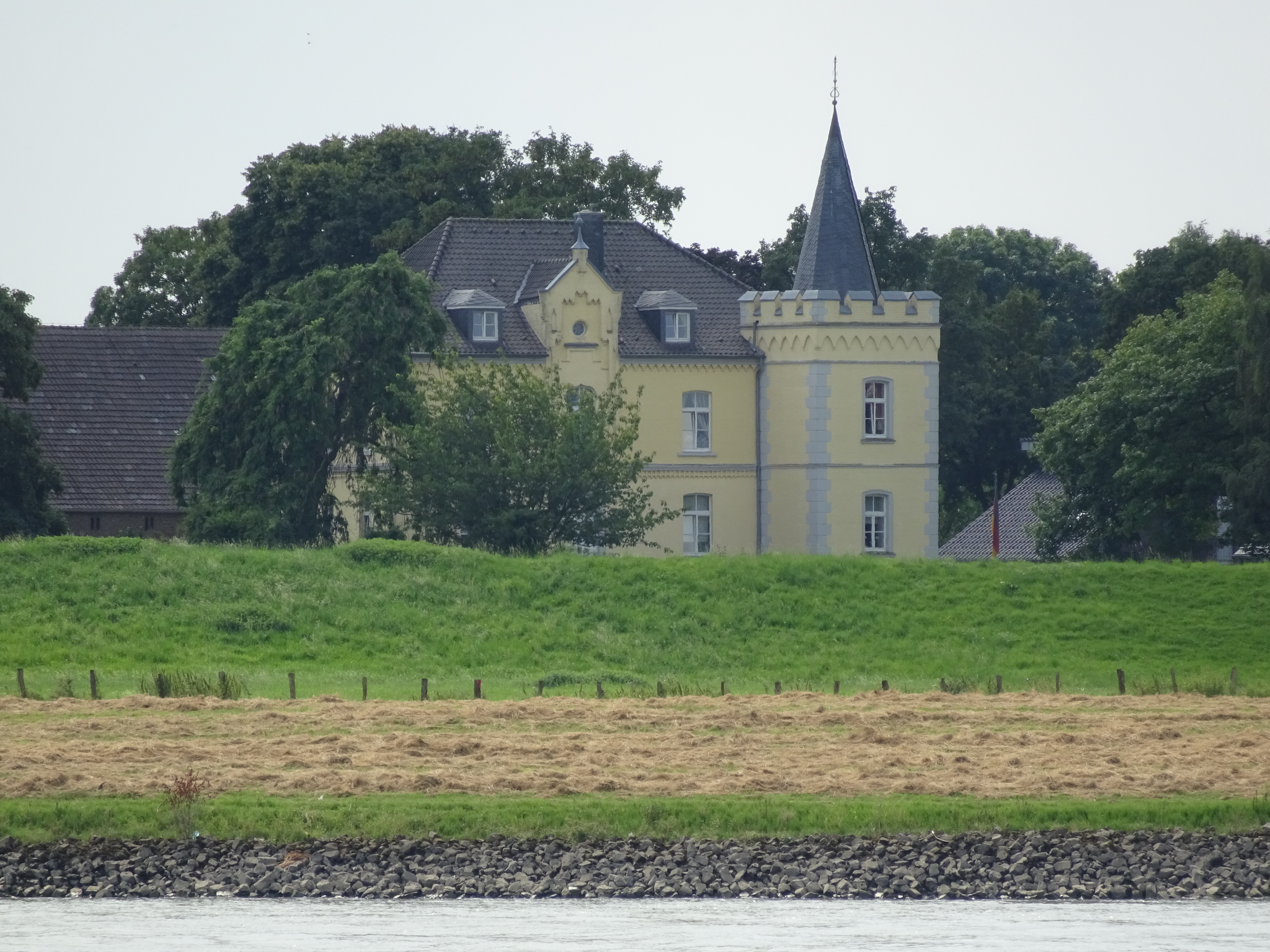
Haus Grieth